# Gabriel Polhem
Gabriel Polhem, född den 11 februari 1700 i Falun, död den 1 augusti 1772 i Stockholm, var en svensk mekaniker och hovman. Han var son till uppfinnaren och industrimannen Christopher Polhem.
Polhem studerade vid Uppsala universitet, blev stipendiat i mekaniken under fadern (1716) och utbildades av denne till en duglig medhjälpare, särskilt med avseende på ritningar. Han tog praktisk del i verksamheten av flera bland faderns större ingenjörsföretag, utförde efter dennes plan bland annat myntverket i Kassel (1738) samt på egen hand arbeten, såsom de dubbla lingångarna vid Falu gruva (1730), avvägningar vid Trollhättan (1742) och fullbordandet av slussen vid Söderström (1753). Han blev ledamot av Vetenskapsakademien samma år som den stiftades 1739, hovjunkare 1743, "direktor över bergsmekaniken"  efter fadern 1752 och kammarherre 1755. 
Med Gabriel Polhem utgick ätten Polhem på manslinjen.